# 曽我部真裕
曽我部 真裕（そがべ まさひろ、1974年（昭和49年） - ）は、日本の法学者。京都大学教授。一般社団法人ソーシャルメディア利用環境整備機構代表理事。

## 人物
専門は憲法、メディア法。研究テーマはメディア法制の比較法であり、フランス法との比較を通して日本法の特質を浮き彫りにすることを試みている。メディアの中でも、従来は印刷メディアに関する法制を中心に考察していたが、現在、放送法やインターネット法にも考察を広げている。

## 略歴
- 1974年（昭和49年） - 生まれる
- 1993年（平成5年）3月 - 聖光学院高等学校卒業
- 1996年（平成8年）11月 - 旧司法試験第二次試験合格
- 1997年（平成9年）3月 - 京都大学法学部卒業
- 1999年（平成11年）3月 - 同大学院法学研究科修士課程修了
- 2000年（平成12年）
  - 3月 - 同博士後期課程休学（2001年（平成13年）9月に退学）
  - 4月 - 司法修習生（第54期）
- 2001年（平成13年）10月 - 京都大学大学院法学研究科講師
- 2004年（平成16年）8月 - 京都大学大学院法学研究科助教授
- 2007年（平成19年）
  - 4月 - 京都大学大学院法学研究科准教授
  - 10月 - パリ第2大学にて在外研究（2009年（平成21年）8月まで）
- 2013年（平成25年）4月 - 京都大学大学院法学研究科教授
- 2020年（令和2年）4月 - 一般社団法人ソーシャルメディア利用環境整備機構代表理事

## 所属学会
- 日本公法学会
- 比較憲法学会
- 日仏法学会
- 関西憲法判例研究会

## 著作

### 単著
- 『反論権と表現の自由』（有斐閣，2013年）

### 共編著
- （比較言論法研究会）エリック・バレント『言論の自由』（雄松堂，2010年）
- （憲法判例研究会（淺野博宣・尾形健・小島慎司・宍戸常寿・曽我部真裕・中林暁生・山本龍彦））『判例プラクティス憲法』（信山社，2012年）
- （尾形健・新井誠・赤坂幸一）『憲法論点教室』（日本評論社，2012年）
- （見平典）『古典で読む憲法』（有斐閣，2016年）

### 部分執筆
- （鈴木秀美・山田健太・砂川浩慶編）『放送法を読みとく』（商事法務，2009年）
- （右崎正博・三宅弘編）『情報公開を進めるための公文書管理法解説』（日本評論社，2011年）
- （鈴木秀美・山田健太編）『よくわかるメディア法』（ミネルヴァ書房，2011年）
- （安岡寛道（編）・曽根原登・宍戸常寿）『ビッグデータ時代のライフログーICT時代の“人の記憶”』（東洋経済新報社，2012年）
- （高橋和之編）『新・判例ハンドブック憲法』（日本評論社，2012年）
- （初宿正典・大石眞編）『憲法Cases and Materials人権』（有斐閣，第2版2013年）
- （南野森編）『憲法学の世界』（日本評論社，2013年）
- （右崎正博・多賀谷一照・田島泰彦・三宅弘編）『新基本法コンメンタール　情報公開法・個人情報保護法・公文書管理法 　情報関連7法』（日本評論社，2013年）

### 翻訳
- レオン・デュギー『一般公法講義』（1926年）（一）～（七・完）（金沢法学47巻1号（2004年） - 50巻1号（2007年）、いずれも赤坂幸一との共訳）
- Emmanuel Derieux「フランスのメディア法における情報へのアクセス」（第8回日仏法学共同研究集会報告集「情報」（ICCLP Publications n.12，東京大学大学院法学政治学研究科附属ビジネスロー・比較法政研究センター，2012年）
- カルロス＝ミゲル・ピマンテル「承認と否認――政治法の理論に関する一考察」（山元一・只野雅人編訳『フランス憲政学の動向』，慶應義塾大学出版会，2013年）